# Hadena carpophaga
Hadena carpophaga är en fjärilsart som beskrevs av Moritz Balthasar Borkhausen 1792. Hadena carpophaga ingår i släktet Hadena och familjen nattflyn. Inga underarter finns listade i Catalogue of Life.